# 北碚紅樓
北碚紅樓位於重慶市北碚區北碚公園內，文物遺址年代為1932年，2009年12月15日列為第二批重慶市文物保護單位。2013年3月5日列為第七批全國重點文物保護單位。